# Tour der schottischen Rugby-Union-Nationalmannschaft nach Neuseeland 1990
| Tour der Schotten nach Neuseeland 1990 | Tour der Schotten nach Neuseeland 1990 | Tour der Schotten nach Neuseeland 1990 | Tour der Schotten nach Neuseeland 1990 | Tour der Schotten nach Neuseeland 1990 |
| Übersicht                              | S                                      | G                                      | U                                      | N                                      |
| -------------------------------------- | -------------------------------------- | -------------------------------------- | -------------------------------------- | -------------------------------------- |
| Test Matches                           | 2                                      | 0                                      | 0                                      | 2                                      |
| Sonstige Spiele                        | 6                                      | 5                                      | 1                                      | 0                                      |
| Gesamt                                 | 8                                      | 5                                      | 1                                      | 2                                      |
|                                        |                                        |                                        |                                        |                                        |
| Neuseeland                             | 2                                      | 0                                      | 0                                      | 2                                      |

Die Tour der schottischen Rugby-Union-Nationalmannschaft nach Neuseeland 1990 umfasste eine Reihe von Freundschaftsspielen der schottischen Rugby-Union-Nationalmannschaft. Sie reiste im Mai und Juni 1982 durch Neuseeland, wobei sie während dieser Zeit acht Spiele bestritt. Darunter waren zwei Test Matches gegen die neuseeländische Nationalmannschaft, die beide mit Niederlagen endeten. Hinzu kamen sechs weitere Spiele gegen regionale Auswahlteams, bei denen fünf Siege und ein Unentschieden resultierten.

## Spielplan
- Hintergrundfarbe grün = Sieg
- Hintergrundfarbe gelb = Unentschieden
- Hintergrundfarbe rot = Niederlage

(Test Matches sind grau unterlegt; Ergebnisse aus der Sicht Schottlands)
| # | Datum         | Gegner                                        | Ort              | Stadion               | Ergebnis |
| - | ------------- | --------------------------------------------- | ---------------- | --------------------- | -------- |
| 1 | 30. Mai 1990  | Poverty Bay & East Coast Rugby Football Union | Gisborne         | Rugby Park            | 45:0     |
| 2 | 02. Juni 1990 | Wellington Rugby Football Union               | Wellington       | Athletic Park         | 16:16    |
| 3 | 06. Juni 1990 | Nelson Bays & Marlborough Rugby Union         | Nelson           | Trafalgar Park        | 23:6     |
| 4 | 09. Juni 1990 | Canterbury Rugby Football Union               | Christchurch     | Lancaster Park        | 21:12    |
| 5 | 12. Juni 1990 | Southland Rugby Football Union                | Invercargill     | Rugby Park Stadium    | 45:12    |
| 6 | 16. Juni 1990 | Neuseeland                                    | Dunedin          | Carisbrook            | 16:31    |
| 7 | 19. Juni 1990 | Manawatu Rugby Union                          | Palmerston North | Palmerston Showground | 19:4     |
| 8 | 23. Juni 1990 | Neuseeland                                    | Auckland         | Eden Park             | 18:21    |

## Test Matches
| 16. Juni 1990 | Neuseeland                                                                  | 31 : 16         | Schottland                                             | Carisbrook, Dunedin Zuschauer: 32.000 Schiedsrichter: Colin High (England) |
| 16. Juni 1990 | Versuche: Crowley Fox Jones Kirwan (2) Erhöhungen: Fox (4) Straftritte: Fox | (15:12) Bericht | Versuche: Gray Lineen Sole Erhöhungen: G. Hastings (2) | Carisbrook, Dunedin Zuschauer: 32.000 Schiedsrichter: Colin High (England) |

Aufstellungen:
- Neuseeland: Graeme Bachop, Mike Brewer, Kieran Crowley, Sean Fitzpatrick, Grant Fox, Ian Jones, John Kirwan, Walter Little, Richard Loe, Steve McDowall, Wayne Shelford , Joe Stanley, Alan Whetton, Gary Whetton, Terry Wright
- Schottland: John Allan, Gary Armstrong, Finlay Calder, Craig Chalmers, Damian Cronin, Chris Gray, Gavin Hastings, Scott Hastings, John Jeffrey, Sean Lineen, Iain Milne, David Sole , Tony Stanger, Iwan Tukalo, Derek White

| 23. Juni 1990 | Neuseeland                                         | 21 : 18         | Schottland                                                                    | Eden Park, Auckland Zuschauer: 47.000 Schiedsrichter: Derek Bevan (Wales) |
| 23. Juni 1990 | Versuche: Loe Erhöhungen: Fox Straftritte: Fox (5) | (12:18) Bericht | Versuche: Moore Stanger Erhöhungen: G. Hastings (2) Straftritte: Hastings (2) | Eden Park, Auckland Zuschauer: 47.000 Schiedsrichter: Derek Bevan (Wales) |

Aufstellungen:
- Neuseeland: Graeme Bachop, Mike Brewer, Kieran Crowley, Sean Fitzpatrick, Grant Fox, Ian Jones, John Kirwan, Walter Little, Richard Loe, Steve McDowall, Wayne Shelford , Joe Stanley, Alan Whetton, Gary Whetton, Terry Wright
- Schottland: Gary Armstrong, Finlay Calder, Craig Chalmers, Damian Cronin, Chris Gray, Gavin Hastings, Scott Hastings, John Jeffrey, Sean Lineen, Iain Milne, Kenny Milne, Alex Moore, David Sole , Tony Stanger, Derek White 
 Auswechselspieler: Greig Oliver